# Giro della Provincia di Grosseto 2008
Il Giro della Provincia di Grosseto 2008, prima edizione della corsa e valida come prova di classe 2.2 del circuito UCI Europe Tour 2008, si svolse in tre tappe dal 15 al 17 febbraio 2008 su un percorso di 519 km, con partenza da Massa Marittima ed arrivo a Grosseto. Fu vinta dall'italiano Filippo Pozzato del team Liquigas, che si impose in 13 ore 6 minuti e 38 secondi, alla media di 39,58 km/h.
Partenza da Massa Marittima con 197 ciclisti, dei quali 163 portarono a termine il giro.

## Tappe
| Tappa  | Data        | Percorso                    | km  | Vincitore di tappa | Leader cl. generale |
| ------ | ----------- | --------------------------- | --- | ------------------ | ------------------- |
| 1ª     | 15 febbraio | Massa Marittima > Follonica | 168 | Filippo Pozzato    | Filippo Pozzato     |
| 2ª     | 16 febbraio | Campagnatico > Orbetello    | 167 | annullata          | Filippo Pozzato     |
| 3ª     | 17 febbraio | Grosseto > Grosseto         | 184 | Danilo Napolitano  | Filippo Pozzato     |
| Totale | Totale      | Totale                      | 519 |                    |                     |

## Squadre partecipanti
| N.      | Cod. | Squadra                          |
| ------- | ---- | -------------------------------- |
| 1-8     | LAM  | Lampre                           |
| 11-18   | LIQ  | Liquigas                         |
| 21-28   | GST  | Team Gerolsteiner                |
| 31-38   | RAB  | Rabobank                         |
| 41-48   | ALM  | AG2R La Mondiale                 |
| 51-58   | SIL  | Silence-Lotto                    |
| 61-68   | MRM  | Team Milram                      |
| 71-78   | COF  | Cofidis, le Crédit par Téléphone |
| 81-88   | VBG  | Volksbank-Vorarlberg             |
| 91-98   | CSF  | CSF Group-Navigare               |
| 101-108 | LAN  | Landbouwkrediet-Tönissteiner     |
| 111-118 | BAR  | Barloworld                       |
| 121-128 | NGC  | NGC Medical-OTC Industria Porte  |

| N.      | Cod. | Squadra                          |
| ------- | ---- | -------------------------------- |
| 131-138 | LPR  | LPR Brakes-Ballan                |
| 141-148 | SDA  | Serramenti Diquigiovanni-Androni |
| 151-158 | ASA  | Acqua & Sapone-Caffè Mokambo     |
| 161-168 | GAP  | Preti Mangimi                    |
| 171-178 | FLM  | Ceramica Flaminia-Bossini Docce  |
| 181-188 | CZP  | Centri della Calzatura-Partizan  |
| 191-198 | AMO  | Amore & Vita-McDonald's          |
| 201-208 | HAD  | Hadimec-Nazionale Elettronica    |
| 211-218 | NEP  | Nippo-Endeka                     |
| 221-228 | ADR  | Adria Mobil                      |
| 231-238 | CIN  | Cinelli-OPD                      |
| 241-247 | RAR  | Radenska KD Financial Point      |

## Dettagli delle tappe

### 1ª tappa
- 15 febbraio: Massa Marittima > Follonica – 168 km

Risultati
| Pos. | Corridore           | Squadra     | Tempo    |
| ---- | ------------------- | ----------- | -------- |
| 1    | Filippo Pozzato     | Liquigas    | 4h16'38" |
| 2    | Grega Bole          | Adria Mobil | s.t.     |
| 3    | Alessandro Maserati | LPR Brakes  | s.t.     |

| Pos. | Corridore           | Squadra     | Tempo    |
| ---- | ------------------- | ----------- | -------- |
| 1    | Filippo Pozzato     | Liquigas    | 4h16'25" |
| 2    | Grega Bole          | Adria Mobil | a 5"     |
| 3    | Alessandro Maserati | LPR Brakes  | a 9"     |

### 2ª tappa
- 16 febbraio: Campagnatico > Orbetello – 212,6 km

Tappa annullata
I ciclisti per protestare contro la pericolosità del percorso della tappa, percorsero gli ultimi chilometri a passo molto lento e non sprintarono per la vittoria, la giuria decise così di annullare la tappa.

### 3ª tappa
- 17 febbraio: Grosseto > Grosseto – 184 km

Risultati
| Pos. | Corridore         | Squadra       | Tempo    |
| ---- | ----------------- | ------------- | -------- |
| 1    | Danilo Napolitano | Lampre        | 4h29'00" |
| 2    | Mattia Gavazzi    | Preti Mangimi | s.t.     |
| 3    | Filippo Pozzato   | Liquigas      | s.t.     |

| Pos. | Corridore          | Squadra     | Tempo     |
| ---- | ------------------ | ----------- | --------- |
| 1    | Filippo Pozzato    | Liquigas    | 13h06'38" |
| 2    | Grega Bole         | Adria Mobil | a 9"      |
| 3    | Mauro Santambrogio | Lampre      | a 11"     |

## Evoluzione delle classifiche
| Tappa              | Vincitore          | Classifica generale | Classifica giovani |
| ------------------ | ------------------ | ------------------- | ------------------ |
| 1ª                 | Filippo Pozzato    | Filippo Pozzato     | Grega Bole         |
| 2ª                 | annullata          | Filippo Pozzato     | Grega Bole         |
| 3ª                 | Danilo Napolitano  | Filippo Pozzato     | Grega Bole         |
| Classifiche finali | Classifiche finali | Fränk Schleck       | Grega Bole         |

## Classifiche finali

### Classifica generale
| Pos. | Corridore           | Squadra     | Tempo     |
| ---- | ------------------- | ----------- | --------- |
| 1    | Filippo Pozzato     | Liquigas    | 13h06'38" |
| 2    | Grega Bole          | Adria Mobil | a 9"      |
| 3    | Mauro Santambrogio  | Lampre      | a 11"     |
| 4    | Alessandro Maserati | LPR Brakes  | a 13"     |
| 5    | Leonardo Giordani   | C. Flaminia | a 14"     |
| 6    | Enrico Gasparotto   | Barloworld  | a 16"     |
| 7    | Luca Paolini        | Acqua & S.  | a 17"     |
| 8    | Robert Hunter       | Barloworld  | s.t.      |
| 9    | Claudio Corioni     | Liquigas    | s.t.      |
| 10   | Gerben Löwik        | Rabobank    | s.t.      |

### Classifica giovani
| Pos. | Corridore          | Squadra     | Tempo     |
| ---- | ------------------ | ----------- | --------- |
| 1    | Grega Bole         | Adria Mobil | 13h06'47" |
| 2    | Valerio Agnoli     | Liquigas    | a 8"      |
| 3    | Andrea Pagoto      | CSF Group   | s.t.      |
| 4    | Robert Kišerlovski | Adria Mobil | s.t.      |
| 5    | Mauro Finetto      | CSF Group   | s.t.      |